# 薩克森的阿爾貝特 (1875-1900)
薩克森的阿爾貝特（德語：Albert von Sachsen，1875年2月25日—1900年9月16日），薩克森國王格奧爾格的幼子。
阿爾貝特王子死於一場交通事故。1900年9月16日，布拉干薩家族的米格爾駕駛的馬車與阿爾貝特駕駛的馬車相撞，阿爾貝特傷重不治。有傳言米格爾故意撞死他，但從未獲證實，而米格爾因為這場事故被軍隊解僱，且必須離開薩克森王國。